# Кода (Карельский муниципалитет)
Кода (груз. კოდა) — село в Грузии, на территории Карельского муниципалитета края (мхаре) Шида-Картли.

## География
Село находится в центральной части Грузии, в долине реки Лопанисцкали, на расстоянии приблизительно 19 километров (по прямой) к северо-западу от города Карели, административного центра муниципалитета. Абсолютная высота — 819 метров над уровнем моря.

## Население
По результатам официальной переписи населения 2014 года в Коде проживал 181 человек (88 мужчин и 93 женщины). В национальной структуре населения грузины составляли 96,3 %, осетины — 3,3 %.
| Год  | Население, человек |
| ---- | ------------------ |
| 2002 | 221                |
| 2014 | ↘ 181              |